# 琳·弗伦斯高
琳·弗伦斯高（丹麥語：Line Fruensgaard，1978年7月17日—），旧姓道高（Daugaard），丹麦前女子手球运动员。她曾代表丹麦国家队参加2004年夏季奥林匹克运动会手球比赛，结果队伍获得一枚金牌。